# 澳大利亚首席大法官
澳大利亚首席大法官（Chief Justice of Australia）是澳大利亚高等法院的主审法官，也是澳大利亚政治体系中的最高级司法官员。现任首席大法官为史蒂芬·加格勒（Stephen Gageler）。

## 歷任澳洲首席大法官
| 任數 | 肖像 | 名稱                                                | 任期                                        | 任命總理          | 州           | 先前職位                               |
| ---- | ---- | --------------------------------------------------- | ------------------------------------------- | ----------------- | ------------ | -------------------------------------- |
| 1    |      | 塞缪尔·格里菲斯爵士 GCMG，KC （1845年—1920年）      | 1903年10月5日－1919年10月17日 （16年）      | 阿尔弗雷德·迪金   | 昆士兰州     | 昆士蘭州首席法官（1893年－1903年）     |
| 2    |      | 阿德里安·諾克斯爵士 KCMG，KC （1863年—1932年）      | 1919年10月18日－1930年3月31日 （10年5个月） | 比利·休斯         | 新南威爾士州 | 私人訟務律師                           |
| 3    |      | 艾萨克·艾萨克斯爵士 KCMG，KC （1855年—1948年）      | 1930年4月2日－1931年1月21日 （9个月）       | 詹姆斯·斯卡林     | 維多利亞州   | 澳洲高等法院法官（1906年－1930年）     |
| 4    |      | 弗兰克·加文·达菲爵士 KCMG，KC （1852年—1936年）     | 1931年1月22日－1935年10月1日 （4年8个月）   | 詹姆斯·斯卡林     | 維多利亞州   | 澳洲高等法院法官（1913年－1931年）     |
| 5    |      | 约翰·雷瑟姆爵士 GCMG，QC （1877年—1964年）          | 1935年10月11日－1952年4月7日 （16年5个月）  | 约瑟夫·莱昂斯     | 維多利亞州   | 澳洲律政部長（1932年－1934年）         |
| 6    |      | 欧文·迪克森爵士 OM，GCMG，QC （1886年—1972年）      | 1952年4月18日－1964年4月13日 （11年11个月） | 羅伯特·孟席斯     | 維多利亞州   | 澳洲高等法院法官（1929年－1952年）     |
| 7    |      | 加菲尔德·巴维克爵士 AK，GCMG，QC （1903年—1997年）  | 1964年4月27日－1981年2月11日 （16年9个月）  | 羅伯特·孟席斯     | 新南威爾士州 | 澳洲律政部長（1958年－1964年）         |
| 8    |      | 哈里·吉布斯爵士 GCMG，AC，KBE，QC （1917年—2005年） | 1981年2月12日－1987年2月5日 （5年11个月）   | 马尔科姆·弗雷泽   | 昆士兰州     | 澳洲高等法院法官（1970年－1981年）     |
| 9    |      | 梅師賢爵士 AC，KBE，KC （1925年—）                  | 1987年2月6日－1995年4月20日 （8年2个月）    | 鮑勃·霍克         | 新南威爾士州 | 澳洲高等法院法官（1972年－1987年）     |
| 10   |      | 布仁立爵士 AC，KBE，QC （1928年—2022年）            | 1995年4月21日－1998年5月21日 （3年1个月）   | 保羅·基廷         | 昆士兰州     | 澳洲高等法院法官（1981年－1995年）     |
| 11   |      | 紀立信 AC，KC （1938年—）                           | 1998年5月22日－2008年8月29日 （10年3个月）  | 約翰·霍華德       | 新南威爾士州 | 新南威爾士州首席法官（1988年－1998年） |
| 12   |      | 范禮全 AC （1947年－）                              | 2008年9月1日－2017年1月29日 （8年4个月）    | 陸克文            | 西澳大利亚州 | 澳大利亚联邦法院法官（1986年－2008年） |
| 13   |      | 苏珊·基弗尔 AC，KC （1954年－）                     | 2017年1月30日－2023年11月5日 （6年9个月）   | 麦肯·腾博         | 昆士兰州     | 澳洲高等法院法官（2007年－2017年）     |
| 14   |      | 斯蒂芬·盖格勒 AC，SC （1958年－）                   | 2023年11月6日－ （1年3个月）                | 安東尼·阿爾巴尼斯 | 新南威爾士州 | 澳洲高等法院法官（2012年－2023年）     |